# Ретракт
В математиці, а саме в топології ретрактом називають підпростір топологічного простору для якого існує ретракція — неперервне відображення з більшого простору в підпростір, що є тотожним відображенням на підпросторах. Ретракти і їх особливі види, як наприклад деформаційні ретракти і абсолютні ретракти мають важливе застосування в багатьох розділах топології, зокрема теорії гомотопій і теорії гомологій.

## Означення
Нехай {\displaystyle X} — топологічний простір і {\displaystyle A} — його підпростір. Неперервне відображення
{\displaystyle r\colon X\to A}
називається ретракцією якщо звуження функції r на множину {\displaystyle A} є тотожним відображенням на {\displaystyle A}, тобто {\displaystyle r(a)=a,\;\forall a\in A}. Еквівалентно, позначивши
{\displaystyle \iota \colon A\hookrightarrow X}
вкладення {\displaystyle A} в {\displaystyle X}, ретракцією r є відображення для якого
{\displaystyle r\circ \iota =\operatorname {id} _{A}.}
Ретрактом топологічного простору {\displaystyle X} називається підпростір {\displaystyle A} цього простору, для якого існує ретракція {\displaystyle X} на {\displaystyle A}. 

### Пов'язані означення
- Підпростір {\displaystyle A} простору {\displaystyle X} називається околичним ретрактом цього простору, якщо в {\displaystyle X} існує відкритий підпростір, що містить {\displaystyle A}, і для якого {\displaystyle A} є ретрактом.
- Якщо ретракція простору {\displaystyle X} на його підпростір {\displaystyle A} гомотопна тотожному відображенню простору {\displaystyle X} на себе, то {\displaystyle A} називається деформаційним ретрактом простору {\displaystyle X}. Згідно означень в цьому випадку існує неперервне відображення {\displaystyle F\colon X\times [0,1]\to X\,} що задовольняє умови {\displaystyle F(x,0)=x,\;F(x,1)\in A,\;F(a,1)=a,\quad \forall x\in X,a\in A.} Якщо додатково виконується умова {\displaystyle F(a,t)=a,\quad \forall t\in [0,1],a\in A,} то {\displaystyle A} називається сильним деформаційним ретрактом простору {\displaystyle X}
- Метризовний простір {\displaystyle X} називається абсолютним ретрактом (абсолютним околичним ретрактом), якщо він є ретрактом (відповідно околичним ретрактом) будь-якого метризовного простору, для якого {\displaystyle X} є замкнутим підпростором.

## Властивості
- Якщо простір {\displaystyle X} є гаусдорфовим, то будь-який ретракт простору {\displaystyle X} є замкнутим в {\displaystyle X}.
- При переході від простору до його ретрактів зберігаються багато важливих властивостей. Зокрема, будь-яка властивість, яка зберігається при переході до неперервного образу, так само як і будь-яка властивість, що успадковується замкнутими підпросторами, зберігається і при переході до ретрактів. Тому компактність, зв'язність, лінійна зв'язність, сепарабельність, обмеження зверху на розмірність, паракомпактність, нормальність, локальна компактність , локальна зв'язність зберігаються при переході до ретрактів.
- Якщо простір {\displaystyle X} має властивість нерухомої точки, тобто для кожного неперервного відображення існує точка така, що {\displaystyle f(x)=x}, то і кожен ретракт простору {\displaystyle X} має властивість нерухомої точки.
- Поняття ретракту має пряме відношення до питання про можливість продовження неперервних відображень. Так, підпростір {\displaystyle A} простору {\displaystyle X} є його ретрактом в тому і тільки в тому випадку, якщо будь-яке неперервне відображення простору {\displaystyle A} в довільний топологічний простір {\displaystyle Y} можна продовжити до неперервного відображення всього простору {\displaystyle X} в {\displaystyle Y}.

### Властивості деформаційних ретрактів
- Деформаційний ретракт простору гомотопічно еквівалентний цьому простору, тобто має з ним один і той же гомотопічний тип.
- Навпаки, два гомотопічно еквівалентних простори завжди можна вкласти в деякий третій простір таким чином, що обидва вони будуть його деформаційними ретрактами.

### Властивості абсолютних ретрактів
- Для того щоб метризовний простір простір {\displaystyle X} був абсолютним ретрактом, необхідно, щоб він був ретрактом деякого опуклого підпростору лінійного нормованого простору, і достатньо, щоб {\displaystyle X} був ретрактом опуклого підпростору локально опуклого лінійного простору.
- Довільний ретракт абсолютного ретракта знову є абсолютним ретрактом.
- Кожен абсолютний ретракт є стягуваним по собі і локально стягуваним.
- Всі редуковані гомологічні, редуковані когомологічіні, гомотопічні і когомотопічні групи абсолютного ретракта є тривіальними.
- Метризовний простір {\displaystyle Y} є абсолютним ретрактом в тому і тільки в тому випадку, якщо, які б не були метризовний простір {\displaystyle X}, його замкнутий підпростір {\displaystyle A} і неперервне відображення простору {\displaystyle A} в {\displaystyle Y}, його можна продовжити до неперервного відображення всього простору {\displaystyle X} в {\displaystyle Y}.
- Метризовний простір є абсолютним ретрактом тоді і тільки тоді коли він є стягуваним і абсолютним околичним ретрактом.
- Абсолютні околичні ретракти є ретрактами відкритих підмножин опуклих підпросторів лінійних нормованих просторів. До їх числа відносяться всі компактні поліедри. Істотною їх властивістю є локальна стягуваність.
- Будь-яка відкрита підмножина абсолютного околичного ретракта є абсолютним околичним ретрактом. Якщо для метризовного простору існує покриття абсолютними околичними ретрактами то і сам простір є абсолютним околичним ретрактом.
- Довільний абсолютний околичний ретракт має тип гомотопії деякого CW-комплекса. Якщо до того ж простір є компактним то він має тип гомотопії скінченного CW-комплекса, а у випадку локальної компактності він має тип гомотопії локально скінченного CW-комплекса. Метризовний прості є абсолютним околичним ретрактом тоді і тільки тоді коли кожна його відкрита підмножина має тип гомотопії деякого CW-комплекса.

## Приклади
- Ретракт простору може бути набагато простішим його самого і більш зручним для конкретного дослідження. Так, одноточкова множина є ретрактом відрізка, прямої, площини.
- Будь-яка непорожня замкнута підмножина досконалої множини Кантора є її ретрактом.
- n-вимірна сфера Sn не є ретрактом (n+1)-вимірної кулі Bn+1 евклідового простору, де {\displaystyle n=0,1,...,} так як замкнута куля має властивість нерухомої точки (теорема Брауера), а сфера цієї властивості не має.
- Деяка (насправді довільна) точка простору {\displaystyle X} є деформаційним ретрактом тоді і тільки тоді коли простір {\displaystyle X} є стягуваним.
- n-вимірна сфера Sn є сильним деформаційним ретрактом простору Rn+1\{0}; за гомотопне відображення можна взяти відображення

{\displaystyle F(x,t)=\left((1-t)+{t \over \|x\|}\right)x.}
- Всі опуклі підпростори локально опуклих лінійних просторів є абсолютними ретрактами; зокрема, такі як точка, відрізок, куля, пряма. Будь-який нормований простір є абсолютним ретрактом.
- Будь-який топологічний многовид є абсолютним околичним ретрактом.
- Будь-який локально скінченний CW-комплекс є абсолютним околичним ретрактом.